# Bluffs (Illinois)
Bluffs est un village situé au nord du comté de Scott dans l'Illinois, aux États-Unis,. Le village est incorporé le 19 juillet 1894.

## Démographie
Lors du recensement de 2010, le village comptait une population de 715 habitants. Elle est estimée, en 2016, à 672 habitants.

### Source de la traduction
- (en) Cet article est partiellement ou en totalité issu de l’article de Wikipédia en anglais intitulé « Bluffs, Illinois » (voir la liste des auteurs).